# M79 グレネードランチャー
M79 グレネードランチャーは、40mm擲弾発射器の一種である。

## 概要

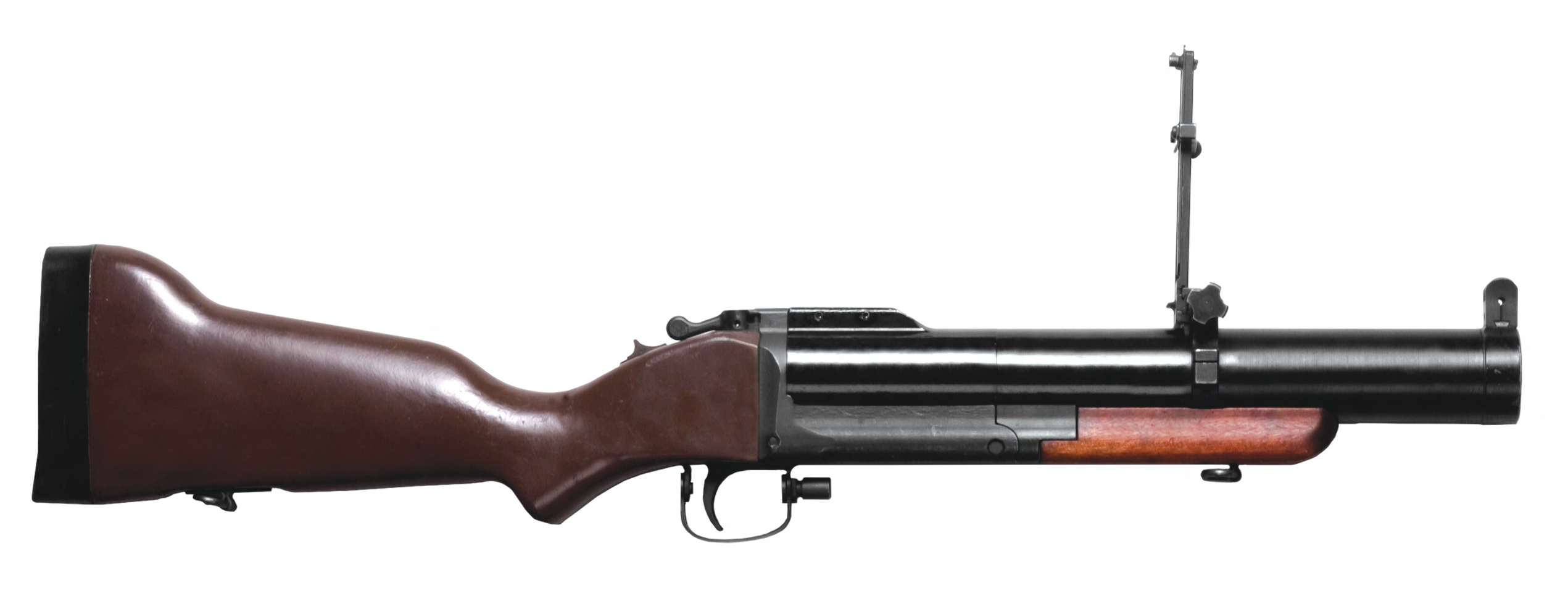
M79
ミルコウ社生産型

大口径の散弾銃のような外観であり、40x46mmの榴弾・対人榴弾・発煙弾・散弾・フレシェット弾・焼夷弾などを発射できる。暴動鎮圧用に、非致死性の弾薬としてM651催涙弾（CSガス）・M1006スポンジ弾・M1029ゴム散弾がある。高低圧理論を応用する専用弾であるために反動が抑えられ、肩付けでの発射が可能となっている。
アメリカでは通称「Thump-Gun（サンプガン、「強打銃」の意）」「Thumper（サンパー、「強打するもの」の意）」「Blooper（ブルーパー、「山なりの投球」「テキサスヒット」の意）」と呼ばれ、オーストラリアでは「ウォンバット・ガン」とも呼ばれる。
主にベトナム戦争で使用された。現在は大部分がM203 グレネードランチャーに更新されたが、少数は現役で運用されている。
アメリカではコルト社が製造を担当した。韓国の大宇と南アフリカのミルコウがコピー品を製造している。ベトナムでは、光学照準器を追加装備したM79-VNが生産されている。

## 構造

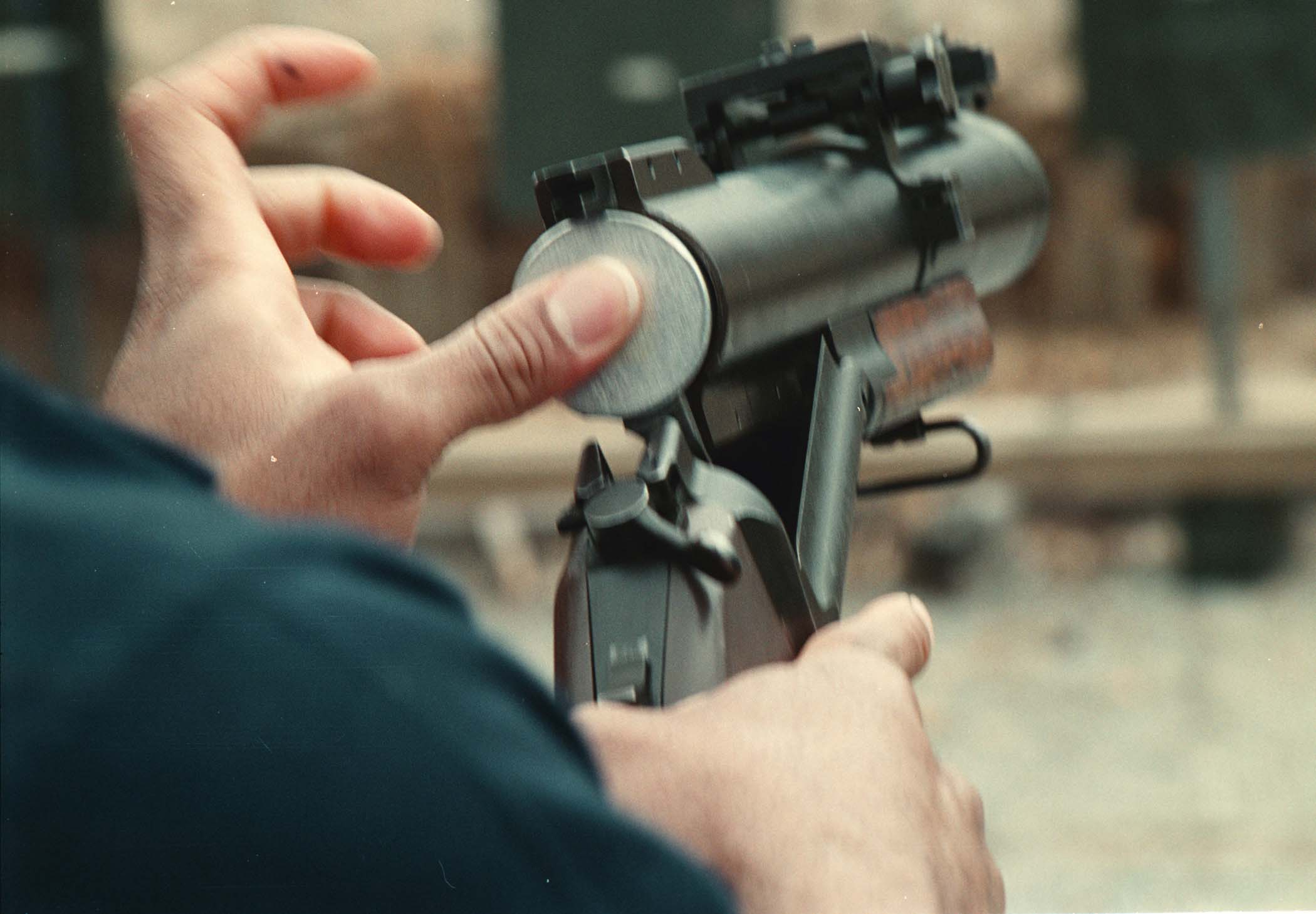
弾薬を薬室へ装填する様子。右手親指の上に安全スイッチ、その上方に銃身開放レバーが見える

単発・肩撃ち・中折れ方式の銃身とストックは蝶番で接続されており、40mmグレネードをアルミニウム合金製の銃身後部から装填あるいは抽出する。手動の安全装置があり、弾薬を装填すると自動的に安全装置がかかるようになっている。トリガーガードは蝶番で横に倒せるようになっているが、これは、冬季の手袋の使用などを考慮したものである。
木製の銃床の床尾にはゴム製のパッドがあり、射撃時の反動を吸収する。銃床は上側に湾曲しているが、これは、曲射が前提となっているため、通常のライフルなどとは逆方向に反動を受け流す構造となっているためである。
全長はおよそ74cm、弾薬を装填しても重量3kgほどである。銃身中央には折りたたみ式の照準器があり、誤って動かないようロック機構が備わっている。照門を銃口付近の照星と合わせて照準し、照準できる距離は照準器を折りたたんだ状態で91.5m、立てた状態で最長375mから最短25mの範囲で25mごとに調整できる。立てた照準器の左右および上下の微調整も可能である。
M15補助照準器と負い紐を併用すれば、仰角40°以上の曲射砲として使用できる。証言によれば、強風でも200mまでの射距離ならば有効な射撃が可能である。
M79の最大の欠点は、単発射撃しかできないということである。つまり、迫撃砲のように短い時間で一定地域に多数の砲弾を投射してその地域を制圧する「効力射」のような支援は期待できない。弾頭の信管は一定の距離を飛翔しないと作動しないため、射手は至近距離を攻撃できず、しばしば拳銃などの副兵装や、援護の小銃手を必要とした。また簡易なエキストラクターが付属するものの、弾薬をチャンバーから完全に抜き取るオートイジェクターではないため、射手は射撃の度に熱くなった空薬莢を手で引き出さねばならない。
しかし、単発式ゆえに構造が単純であり、故障が少ない。記録上でも、弾薬そのものに欠陥があった例は多いが、M79自体が損傷した例は極めて少ない。

## 歴史

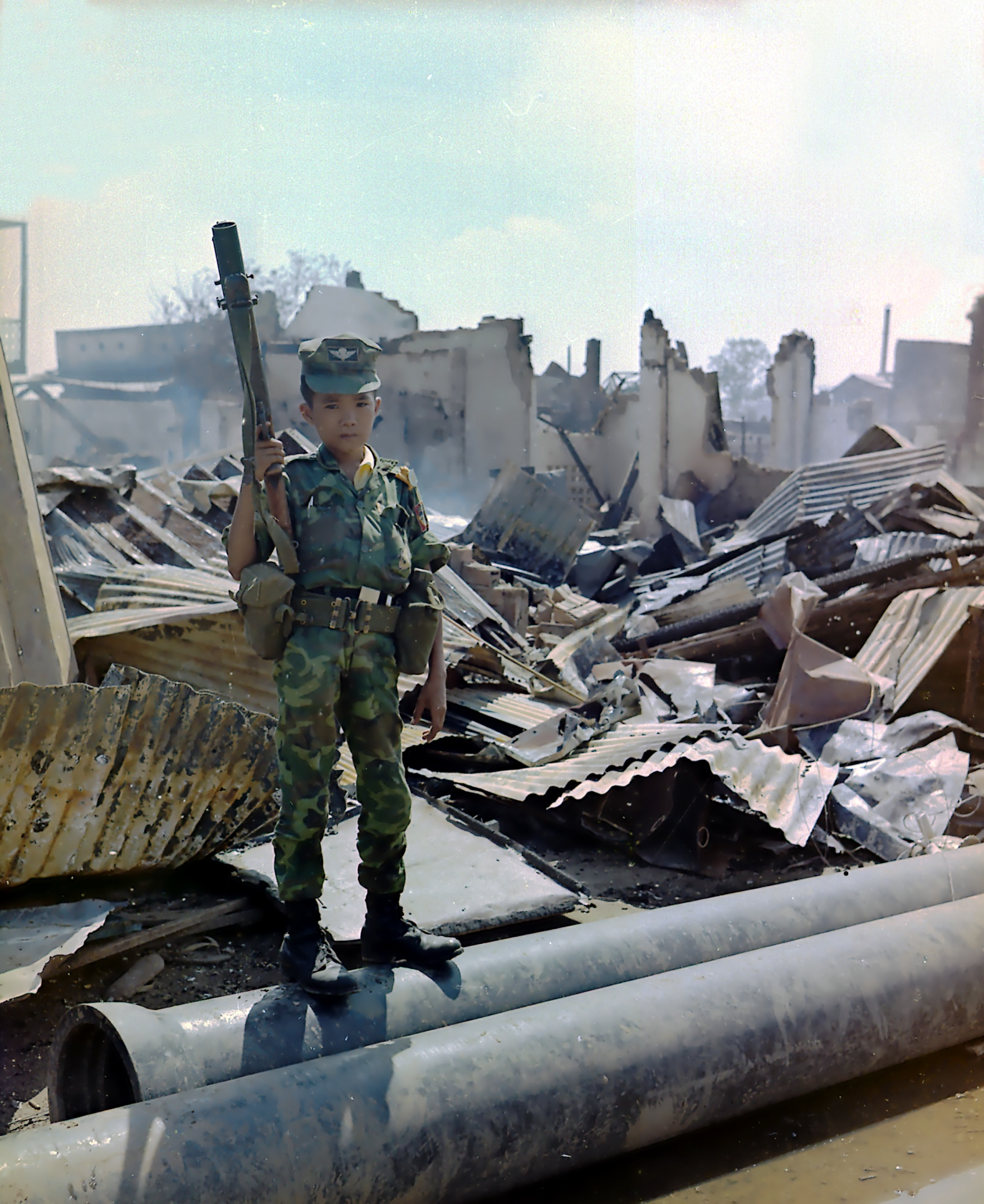
M79を持つ少年兵（1968年、ベトナム）

1961年からアメリカ陸軍に導入されている。1971年の製造終了までに約35万丁が生産された。
開発は、1951年からのNIBLICK計画の延長線にある。この計画は、歩兵に随伴した近接支援のために40mmの弾薬を各種の火器で射撃し、手榴弾では遠すぎ、60mm迫撃砲では近すぎる（最小射程より近い）50-300mの距離を埋める兵器を開発するものである。この構想は、M79を経てUGLs（Underbarrel Grenade Launchers, 銃身下擲弾発射機）としてXM148 グレネードランチャーやM203 グレネードランチャーに引き継がれていった。
短く軽量であることから、ベトナムの鬱葱とした熱帯雨林での運用に適していた。また、2003年からのイラク戦争では、IEDの処分にも用いられた。
暴動鎮圧用にゴム弾や催涙ガス弾などの非致死性兵器を使用するのに最適であることから、軍だけでなく警察でも使用されている。

## 採用した国
- アメリカ合衆国
- イスラエル
- エルサルバドル
- オーストラリア
- オマーン[1]
- サウジアラビア
- 韓国
- トルコ
- マレーシア
- 南アフリカ共和国

など

## 登場作品

### 映画・テレビドラマ
『CSI:科学捜査班』
第12シーズン「殺人兵器」に登場する。隠し部屋の壁に掛けてある。
『NCIS:LA 〜極秘潜入捜査班』
『アメリカン・ソルジャーズ2』
『ウォッチメン』
ウォッチメンのメンバーであるヒーローの1人、コメディアン=エドワード・ブレイクが使用。ナイトオウル2世=ダニエル・ドライバーグの回想の中で、コメディアンが暴徒化した市民に対して非致死性のガス弾を発砲。殺傷能力はないが、弾頭をわざと市民に命中させている。
『エクスペンダブルズ』
ガンナー・ヤンセン（ドルフ・ラングレン）が序盤のソマリア海賊との交戦で使用。照準にレーザーサイトを装備している。狭い船内での戦闘を考慮して榴弾の類は用いていないが、それでも被弾した海賊の肉体はバラバラになっている。また、終盤の戦闘ではヴィレーナ軍の兵士の1人が主人公、バーニー・ロス達に向けて榴弾を撃つ。
『交渉人〜THE NEGOTIATOR〜』
SITの突入班が本銃で閃光弾を発射する。
『地獄の黙示録』
ド・ラン橋を警備する前線基地に配属されていたアメリカ陸軍のローチが虎縞にペイントされたものを使用し、暗闇の中、大声でアメリカ兵を罵倒していたベトコンに対して声だけで距離を予測して1発撃ち込み、命中させる。
『ターミネーター2』
T-800（アーノルド・シュワルツェネッガー）がエンリケ・サルセイダにサラが預けていた武器の中から調達した物の1つで、手にした時に「素晴らしい」と発する。その後、サイバーダイン社の研究所にて、ロックされたドアを破るのと窓から警官隊のパトカーを破壊するのに使用。そして、液体窒素を積んだタンク車で追ってきたT-1000との戦闘ではタンク車に向けて数発発射し、製鉄所でT-1000を溶鉱炉に落とす際に最後の弾を使用。
『ハンバーガー・ヒル』
『フルメタル・ジャケット』
アメリカ海兵隊のロックが所持しており、後半のフエ攻防戦にて何回か使用する。
『ワンス・アンド・フォーエバー』
アメリカ陸軍第1騎兵師団隷下の部隊である、主人公、ハル・ムーア中佐率いる第7騎兵連隊第1大隊の装備品として登場。イア・ドラン渓谷の戦闘ではギャレン・バンガム特技兵が本ランチャーを装備し、後にアーサー・サヴェージ三等軍曹がバンガムの物を使用する。

### アニメ・漫画
『BLOOD-C』
『planetarian 〜ちいさなほしのゆめ〜』
屑屋がシオマネキを撃破する際に使用。
『代紋TAKE2』
自衛隊員が催涙弾を打ち込む際に使用する。
『砂ぼうず』
『タカマガハラ』
『パイナップルARMY』
『ひぐらしのなく頃に解』
葛西辰由が使用。
『ブラック・ラグーン』
『平和への弾痕』
『ルパン三世』
次元大介が使用。

### ゲーム
『2SPICY』
シンディが使用。グレネードの爆発範囲は狭い。
『ARMA 2』
独立拡張パック"Operation Arrowhead"に登場。
『Fallout シリーズ』
『Fallout:New Vegas』
「グレネードライフル」の名称で登場するほか、ユニーク武器も存在する。
『Fallout 76』
「M79グレネードランチャーライフル」の名称で登場。デフォルト状態ではストックがついておらず、改造により装着可能。
『Far Cryシリーズ』
『Far Cry 2』
『Far Cry 4』
上記作品に登場。『2』では耐久度があり、使用し続けるとジャムを起こしたり、暴発したりする。
『Left 4 Dead 2』
『PAYDAY: The Heist』
『Postal 2 Eternal Damnation』
『VIETCONG: ベトコン』
『アンチャーテッドシリーズ』
『UC1』
『UC:GA』
上記作品に登場。ゲーム中わずかしか使うチャンスが無いが、爆風は貫通効果もあり、威力は絶大。『UC:GA』では、放物線を描いて飛ぶ様になった。
『グランド・セフト・オートV』
「コンパクトグレネードランチャー」の名称で短く切り詰めたものが登場する。
『コール オブ デューティ モダン・ウォーフェア2』
「Thumper」の名称で登場する。
『サイフォンフィルター』
「M-79」の名称で登場する。
『ソルジャーオブアナーキー』
『バイオハザードシリーズ』
『バイオハザード2』
クレア専用武器。銃床がカットされたソードオフモデルとなっている。
『バイオハザード CODE:Veronica』
『バイオハザード アウトブレイク/アウトブレイク FILE2』
『バイオハザード アンブレラクロニクルズ』
『バイオハザード ガンサバイバー』
『バイオハザード RE:2』
2と同様、クレアの装備として登場。入手当初はソードオフモデルだったが、カスタムパーツとして、ショルダーストック（照準器も付属）も入手出来る。
『バイオハザード ヴィレッジ』
『バトルフィールドシリーズ』
『BFV』
アメリカ陸軍・アメリカ海兵隊・グリーンベレー・南ベトナム軍で使用可能。虎柄迷彩が施されている。
『BFH』
犯罪者側のメカニックの武器として登場する。
『surviv.io』
40mm弾を使用する武器として登場。